# Le Dernier Fiacre
Pour plus de détails, voir Fiche technique et Distribution.
Le Dernier Fiacre est un film franco-italien réalisé par Raoul André et Mario Mattoli, sorti en 1948.
Le film est divisé en deux segments ("Crime" et "Châtiment"), c'est le remake du film allemand de Michael Curtiz, Fiaker Nr. 13, réalisé en 1926.

## Fiche technique
- Titre original français : Le Dernier Fiacre
- Titre original italien : Il fiacre n°13
- Titre alternatif : Le fiacre n°13
- Réalisateurs : Raoul André et Mario Mattoli
- Scénaristes : Jacques Rastier d'après le roman de Xavier de Montépin
- Musique : Renzo Rossellini
- Photographie : Raymond Agnel et Jan Stallich
- Montage : Jeanne Rongier et Fernando Tropea
- Sociétés de production :  Excelsa Film, Cinématographie de France, Hugon-Films et  Minerva Film
- Pays :   France /  Italie
- Langue : français et italien
- Format :  Son mono - Noir et blanc - 35 mm  - 1,37:1
- Genre : Film dramatique
- Durée : 90 minutes
- Dates de sortie :
  - France - 3 septembre 1948
  - Italie : 28 février 1948

## Distribution
- Vera Carmi - Jeanne Herblet
- Ginette Leclerc -	Claudia - une femme machiavélique
- Sandro Ruffini - 	Pietro Thefar
- Marcel Herrand - Georges de la Tour Vaudieu
- Leonardo Cortese - Andrea
- Vira Silenti - Mathilde
- Flavia Grande - Olivia
- Pierre Larquey - Pierre Loriot, le cocher
- Raymond Bussières - Jean Jeudi
- Achille Millo - Louis
- Armida Bonocore - Berthe Marois
- Achille Majeroni - Le professeur Charcot
- Paul Demange - Plume d'Oie
- Galeazzo Benti - Le commissaire Portier
- Henri Nassiet - Le duc de la Tour Vaudieu
- Roldano Lupi - L'amant de Claudia
- Egisto Olivieri